# Trójka (polityka)
Trójka, trojka (z ros. trojka) – określenie rodzaju instytucji występującej przede wszystkim w organizacjach międzynarodowych, obecnie najczęściej stosowane w kontekście Unii Europejskiej. Zazwyczaj jest to rodzaj komitetu, składający się z obecnego szefa organizacji, osoby poprzednio pełniącej to stanowisko oraz osoby wyznaczonej do pełnienia go w przyszłości. W celu jej powołania niezbędne jest uprzednie wyznaczanie przyszłych przewodniczących, na przykład przez przyjęcie reguły rotacji. Funkcjonowanie trójki ma zazwyczaj na celu zachowanie ciągłości prowadzonej polityki i płynnemu wchodzeniu kolejnych przewodniczących w swoje obowiązki.
W szerszym znaczeniu trójka może odnosić się do każdego trzyosobowego komitetu (na przykład trójki CzeKa, trójki giertychowskie).

## Pochodzenie nazwy
Pojęcie to weszło do języka polityki w latach 60. XX wieku. Zapoczątkowane zostało przez Nikitę Chruszczowa, który zaproponował, aby zastąpić sekretarza generalnego Organizacji Narodów Zjednoczonych (ówcześnie krytykowany przez ZSRR Dag Hammarskjöld ze Szwecji) trzyosobowym zespołem złożonym z przedstawicieli bloku wschodniego, państw zachodnich i państw niezaangażowanych. Projekt Związku Radzieckiego nie został zaakceptowany, jako że państwa neutralne nie poparły wniosku. Wkrótce potem Hammarskjöld zginął w Kongu, najprawdopodobniej 
zestrzelony, a jego miejsce zajął U Thant, przedstawiciel państw niezaangażowanych (w tym przypadku Birmy).

## Trójka w Unii Europejskiej
Początkowo, w ramach rozwijania Wspólnej Polityki Zagranicznej i Bezpieczeństwa, troika funkcjonowała w klasycznej formie współpracy trzech prezydencji: byłej, obecnej i kolejnej. Miało to na celu zachowanie ciągłości w działaniach Rady UE w II Filarze. W traktacie z Maastricht zapisano, że przedstawiciele poprzedniej i przyszłej prezydencji powinni wspierać obecnego przewodniczącego, a w uzasadnionych przypadkach w pracach grupy powinien brać również przedstawiciel Komisji Europejskiej.
Traktat amsterdamski ustanowił nową trójkę (a właściwie czwórkę) do prowadzenia wspólnej polityki zagranicznej i bezpieczeństwa, składającą się z aktualnej prezydencji, kolejnej prezydencji, wysokiego przedstawiciela do spraw wspólnej polityki zagranicznej i bezpieczeństwa oraz przedstawiciela Komisji Europejskiej (zazwyczaj jest nim przewodniczący lub komisarz ds. stosunków zewnętrznych).
Trójka UE nie ma kompetencji decyzyjnych, jest też w części nieformalna (w traktatach jest określona, ale nie z nazwy). Decyzje podejmują stosowne organy (obecna prezydencja i Wysoki Przedstawiciel), a trójka jako taka ma jedynie głos doradczy, pełni funkcje reprezentacyjne i skupia się na płynnym przekazywaniu władzy i zachowaniu kultury organizacyjnej.

## Trojka w europejskim kryzysie zadłużenia 2009-
Mianem „trojki” jest określany zespół złożony z Komisji Europejskiej, Europejskiego Banku Centralnego i Międzynarodowego Funduszu Walutowego, który odpowiadał za:
- organizację pomocy finansowej dla państw strefy euro dotkniętych kryzysem zadłużenia
- nadzór nad realizacją warunków udzielenia pomocy przez te państwa
- doradztwo w zakresie reform gospodarczych.

Warunkiem otrzymania przez państwo pomocy finansowej było wykonanie zaleceń trojki, wiążących się z ograniczeniem wydatków budżetowych. W związku z tym działalność trojki spotkała się ze sprzeciwem społeczeństw, które obciążały ją odpowiedzialnością za konieczność wprowadzenia cięć fiskalnych.

## Inne organizacje

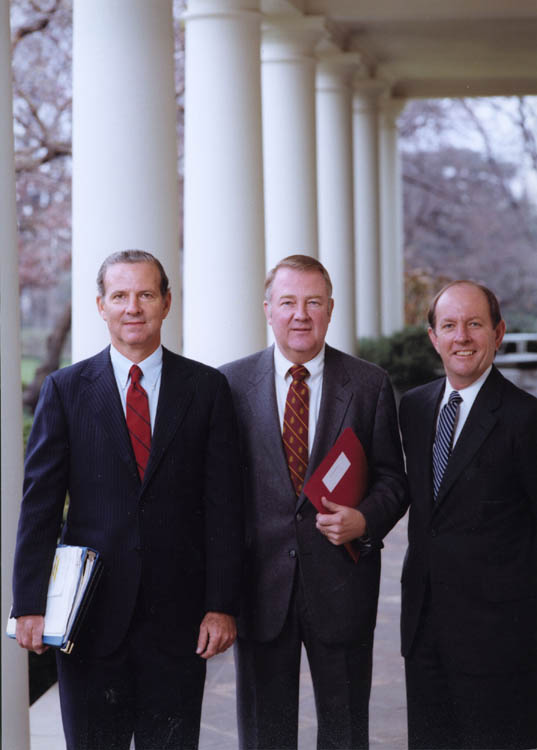
Trójka amerykańska – od lewej: James Baker, Ed Meese oraz Michael Deaver

Od września 1997 instytucja trójki występuje również w ramach Ruchu Państw Niezaangażowanych. Ma ona konstrukcję podobną do pierwotnej troiki UE – w jej skład wchodzą ministrowie spraw zagranicznych poprzedniego, obecnego i następnego państwa sprawującego przewodnictwo w Ruchu.
Instytucja trójki występuje też w przypadku struktur G20 oraz OBWE.
Nieformalnie „Trójką” (The Troika) nazywano trzech najbardziej zaufanych doradców prezydenta Ronalda Reagana: szefa sztabu Białego Domu Jamesa Bakera III, jego zastępcę Michaela Deavera oraz doradcę prezydenta Eda Meese'a.